# 梅塞德斯·魯伊斯
梅塞德斯·魯伊斯（Mercedes Ruiz）是一名佛朗明哥女舞者，1980年出生於西班牙南部的Jerez De La Frontera。她從六歲開始就參與了專業舞蹈演出，在Ana María López導演的「佛朗明哥種子」（Semilla Flamenco）這演出。之後她參與了Manuel Morao、Antonio el Pipa和Eva Yerbabuena的舞團。

## 獲獎
- 安東尼奧·加德斯獎（2000年）

## 表演作品
- Vivencias（於Antonio El Pipa舞團，1998年）
- 5 Mujeres 5（於Eva Yerbabuena舞團，2000年佛朗明哥雙年展）
- 《透視》（Perspectivas，2011年）

## 教學作品
- 如何跳赫雷斯的喧戲調（Método de baile flamenco. Vol. 2: Cómo bailar la bulería de Jerez (DVD NTSC)）
- 如何優雅的跳賽維亞那舞曲（Método de baile flamenco. Cómo bailar Sevillanas con elegancia (DVD NTSC)）